# Aircraft Research BT-11
Aircraft Research XBT-11 là một loại máy bay huấn luyện cơ bản. Nhưng dự án này đã bị hủy bỏ.

## Tính năng kỹ chiến thuật
Đặc tính tổng quát
- Kíp lái: 2
- Chiều dài: 27 ft 6 in (8,38 m)
- Sải cánh: 42 ft (13 m)
- Trọng lượng có tải: 4.431 lb (2.010 kg)
- Động cơ: 1 × Pratt & Whitney R-985-25 , 450 hp (340 kW)

Hiệu suất bay
- Vận tốc cực đại: 169 mph (272 km/h; 147 kn)